# Eduard Heinrich Gehe
Eduard Heinrich Gehe (né le 1er février 1793 à Dresde, mort le 13 février 1850 dans la même ville) est un écrivain allemand.

## Biographie
Eduard Heinrich Gehe est le fils d'un juriste et étudie le droit à l'université de Leipzig. De 1816 à 1817, Gehe fait de nombreux voyages à travers le sud de l'Allemagne, l'Italie et la Suisse. Il devient avocat à Dresde.
En 1827, il est nommé conseiller du grand-duché de Hesse. De 1832 à 1848, Gehe travaille à Dresde comme censeur de livres à la direction du district.

## Œuvre
- Gustav Adolf in Deutschland. Tragédie (Dresde 1817)
- Die Bürgschaft. Livret d'après la ballade de Friedrich Schiller pour l'opéra de August Mayer (de) (Breslau 1822)
- Jessonda. Livret pour l'opéra de Louis Spohr (Cassel 1823)
- Die Flibustier. Livret pour l'opéra de Johann Christian Lobe (de) (Weimar 1829)
- Die Schiffahrt. Comédie (1829)
- Der Bezauberten Rose. Texte des arias et des chants de l'opéra de Wilhelm Telle, Berlin 1830
- Vermischte Schriften (1836)